# Naga (courant religieux)

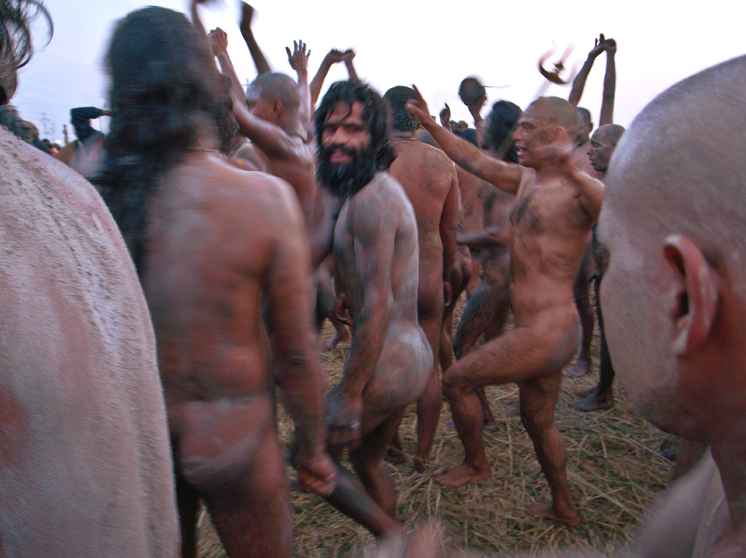
Naga lors d'un bain de la cérémonie hindouiste d'« Ardh (moitié) Kumbh Mela », à Allahabad.

Le naga est un courant religieux qui se trouve sur le sous-continent indien et lié à l'hindouisme. Il est fait d'ascètes guerriers qui défendaient les routes, les monastères face aux ennemis qu'à connu l'Inde au cours des siècles, tels les Moghols. Leur particularité est d'être nus ; leur fondation daterait du XVIIe siècle.